# Ritratto dell'Infanta doña Margherita d'Austria
Il ritratto dell'Infanta doña Margherita d'Austria è un dipinto a olio su tela (212x147 cm) realizzato nel 1665 circa dal pittore Juan Bautista Martínez del Mazo, allievo di Diego Velázquez. È conservato nel Museo del Prado.
Il dipinto fu estremamente amato nell'Ottocento, soprattutto dagli impressionisti, che ammiravano le leggerissime pennellate dell'abito.
Una versione più piccola, dipinta approssimativamente nello stesso periodo, è conservata al Kunsthistorisches Museum di Vienna.

## Storia
Tradizionalmente l'opera è stata inserita nel catalogo del grande artista spagnolo Diego Velázquez, ritenuta il suo ultimo e incompiuto capolavoro, successivamente completato dal genero, nonché suo allievo, Juan Bautista Martínez del Mazo. Secondo la vecchia attribuzione, Velázquez avrebbe dipinto il vestito, caratterizzato da stupende lumeggiature di colore puro, mentre Martínez del Mazo avrebbe realizzato il volto dell'infanta, le mani e il panneggio sullo sfondo. Tuttavia, più recenti studi tecnici, voluti dal Museo del Prado stesso, hanno scartato l'ipotesi della collaborazione e attualmente l'opera è catalogata come una delle "opere maestre" di Martínez del Mazo.
Fino all'Ottocento, l'infanta ritratta nel dipinto era stata identificata con Maria Teresa d'Asburgo, figlia maggiore di Filippo IV di Spagna e moglie di Luigi XIV di Francia, il Re Sole. Ancora nel catalogo del 1872, redatto dall'allora direttore del Museo, Pedro de Madrazo, la bambina era identificata con la regina di Francia. Successivamente ricerche successive hanno dimostrato che si tratta piuttosto di Margherita, sorella minore di Maria Teresa, già ritratta da Velázquez in numerose tele. Infatti, la bambina era stata destinata fin dalla nascita a sposare l'Imperatore del Sacro Romano Impero Leopoldo I, suo zio, a cui nel corso degli anni venivano inviati ritratti della giovane fidanzata, affinché potesse vederla crescere.

## Descrizione
Margherita, caratterizzata da una fisionomia tipicamente asburgica (viso allungato, labbro inferiore marcato, occhi chiari e capelli biondi), è ritratta in un pesante e sontuosissimo abito di velluto rosa broccato, operato con filo d'argento. L'amplissima sottana, caratteristica della corte barocca spagnola, è sostenuta da un guardinfante. Nella mano sinistra l'infanta tiene un mazzolino di fiori, mentre nella destra un grande fazzoletto di batista, simbolo di femminilità e nobiltà.